# Henry (cratère martien)
Pour les articles homonymes, voir Henry.
Henry est un cratère d'impact de 168 km de diamètre situé sur Mars dans le quadrangle d'Arabia. Il a été nommé en référence aux astronomes français Paul-Pierre Henry (1848-1905) et Prosper Henry (1849-1903).
La caractéristique notable de ce cratère est son pic central très élargi, dont la structure stratifiée en couches alternées de plusieurs mètres d'épaisseur pourrait témoigner de la succession d'époques climatiques alternées sur Mars, conséquence possible des variations d'inclinaison de l'obliquité de la planète (l'un des paramètres de Milanković), à l'image des glaciations sur Terre.